# Droga N48 (Holandia)
Droga N48 (nl. Rijksweg 48) - znajduje się w północno-zachodniej części Holandii. Zaczyna się na węźle Hoogeveen - A28/A37. Kończy się na węźle Raalte - N348.